# Myriapora
Myriapora is een geslacht van mosdiertjes uit de familie van de Myriaporidae. De wetenschappelijke naam van het geslacht werd voor het eerst geldig gepubliceerd in 1830 door Henri Marie Ducrotay de Blainville.

## Soorten
De volgende soorten zijn bij het geslacht ingedeeld:
- Myriapora bugei d'Hondt, 1975
- Myriapora orientalis (Kluge, 1929)
- Myriapora simplex (Busk, 1884)
- Myriapora truncata (Pallas, 1766)

Niet geaccepteerde soorten:
- Myriapora coarctata (M. Sars, 1863) → Leieschara coarctata M.Sars, 1863
- Myriapora subgracile (d'Orbigny, 1852) → Leieschara subgracilis (d'Orbigny, 1853)
- Myriapora subgracilis (d'Orbigny, 1853) → Leieschara subgracilis (d'Orbigny, 1853)